# サブピクセルレンダリング
サブピクセルレンダリング(Subpixel rendering)とは、液晶・有機ELモニタ上のピクセルを構成する三原色の発光源を、仮想的にそれぞれ一つのピクセルとみなして横方向に三倍の解像度を得る技術のことである。アンチエイリアスの一種。
本来は連携動作で適切な色を得るための画素をばらばらに発光させるため、イメージの周辺部では独特な色のにじみが発生する。このことから、主として色の違いが大きな問題にならないフォントのレンダリングに用いられる。

## 画像処理ソフトでの応用
サブピクセルレンダリングは、文字だけでなく画像処理にも応用できる。Adobe Photoshopなどカラーチャンネル別に編集ができる写真編集ソフトウェアを持っているのであれば次の手順で実験できる。
1. 画像を取得する。表示したい画像の縦横2倍から3倍程度の大きさがよい。画像モードはRGBカラー。
2. 赤チャンネル、青チャンネル（もしくは緑）をそれぞれ反対方向に1ピクセル横にずらす。
3. 画像を縦横1/2から1/3に縮小する（バイリニア法またはバイキュービック法）。
4. 液晶ディスプレイ（たとえば携帯電話）に表示して効果を確認する。
5. 画像が毛羽立っているように見える場合は2においてずらす方向をそれぞれ反対にしてみる。

原理的には原画像の解像度は表示したい画像の縦横3倍が望ましい。縦横2倍でも垂直方向の画素が畳み込まれるのである程度の効果は得られる。
実用的にはディスプレイ固有のガンマ特性を考慮して各チャンネルの輝度を補正しなければ文字の縁が滲んで見えたり、あるいは擦れて見えたりする。ClearTypeはRGB一括でのガンマ値補正が可能である。